# 자메이카 축구 연맹
자메이카 축구 연맹(영어: Jamaica Football Federation 자메이카 풋볼 페더레이션[*])은 자메이카의 축구 단체이다. 자메이카 프로 축구의 최상위 리그인 내셔널 프리미어리그와 국가대표팀(남자, 여자, 청소년)을 관리한다.